# Famille Zichy
 (janvier 2021).
Si vous disposez d'ouvrages ou d'articles de référence ou si vous connaissez des sites web de qualité traitant du thème abordé ici, merci de compléter l'article en donnant les références utiles à sa vérifiabilité et en les liant à la section « Notes et références ».
La famille Zichy (Zichy de Zich et Vázsonykő, en hongrois : zichi és vázsonkeői Zichy [ˈzitʃi]) est une famille noble hongroise présente dans l'Histoire de la Hongrie depuis la fin du XIIIe siècle.

## Histoire
Le premier ancêtre authentique de la famille Zichy portait le nom de Zayk, et ce fut le patronyme de la famille jusqu'à ce qu'elle entre en possession du domaine de Zich au XIVe siècle. La famille prend une grande importance à partir du XVIe siècle en la personne du général impérial Stefan Zichy († 1693), lequel est titré comte en 1679. Ses descendants forment deux branches : celles de Zichy-Palota et de Zichy-Karlburg. La branche de Palota est elle-même divisée en trois autres branches : celles de Nagy-Lang, de Adony et Szent-Miklos, et celle de Palota qui s'est éteinte en ligne masculine en 1874. La branche Zichy-Karlburg (Zichy-Ferraris depuis 1811) est divisée en quatre branches : celles de Vedrod et de Vezsony, et celles de Daruvar et de Csics aujourd'hui disparues. 

## Membres notables
- Mihály Zichy, colonel dans l'armée hongroise en 1635.
- Ádám Zichy, fils du précédent, vice comte-suprême (alispánja) de Bács en 1723, titré baron en 1732, sans postérité.
- comte (1er) Stefan Zichy (1616–1693), chambellan, président de la Chambre, titré baron en 1655 puis comte en 1679 et en 1680[2], garde de la Couronne (koronaőr) (1661), comte-suprême de Moson puis Trésorier royal (tárnokmester), général impérial.
- comte Péter Zichy (1674–1726), chef de la police de Zsámbék, comte-suprême (főispán) de Szabolcs, chambellan impérial et royal, membre du grand conseil (főasztalnok) et juge du conseil.
- comte Ferenc Zichy (1701–1783), comte-suprême (főispán) et évêque de Győr.
- comte Károly Zichy (1753–1826). Il est ministre autrichien de la Guerre en 1809 puis ministre de l'Intérieur (1813-1814).
- comte Zichy (1799–1834), grand propriétaire terrien, président de la chambre royale hongroise et comte-suprême de Moson.
- comte Ferdinánd Zichy (1783–1862), fils du précédent, est un maréchal autrichien. Il est condamné à dix années d'emprisonnement pour la remise de Venise aux insurgés en 1848. Il est pardonné en 1851.
- comte Ödön Edmund Zichy (1809–1848) fut administrateur du comté de Veszprém. Il est condamné puis pendu le 30 septembre 1848 par une Cour martiale hongroise, présidée par Artúr Görgey, comme émissaire de Josip Jelačić auprès du général autrichien Roth.
- Antónia Zichy, épouse du comte Lajos Batthyány, premier Premier Ministre de Hongrie.
- comte Ferenc Zichy (1811–1900). Il fut secrétaire d'État pour le Commerce dans le gouvernement István Széchenyi de 1848 mais se retire au début de la révolution et prend cause pour l'Empire en devenant commissaire impérial. Il est ensuite ambassadeur d'Autriche à Constantinople de 1874 à 1880 et représentant de l'Autriche-Hongrie lors de la Conférence de Constantinople de 1876-1877.
- comte Ödön Edmund Zichy (1811–1894). Il développe une grande activité dans la promotion de l'Art et de l'industrie en Autriche-Hongrie. Il fonde le musée des arts appliqués (Vienne). Il est, après comte Wilczek, le second plus important financier de l'Expédition austro-hongroise au pôle Nord.
- comte Jenő Eugen Zichy (1837–1906), fils du précédent. Il hérite des collections de son père et le suit dans ses activités économiques. Il visite par trois fois le Caucase et l'Asie centrale à la recherche du berceau originel du peuple Magyar et publie Voyages au Caucase (2 vols., Budapest, 1897) et Dritte asiatische Forschungsreise (6 vols., in Magyar and German; Budapest and Leipzig, 1900–1905).
- comte Mihály Zichy (1827–1906) est un peintre et un dessinateur hongrois, nommé peintre de la Cour à Saint-Pétersbourg en 1847. Il accompagne les empereurs russes lors de différents voyages.
- comte Ferdinánd Zichy (1829–1911). Il est vice-président du stadtholdership hongrois sous le régime Mailath. Il est condamné en 1863 en vertu des lois de presse à la perte de ses titres et à l'emprisonnement. En 1867, il est élu au parlement hongrois, et rejoint Ferenc Deák pour ensuite devenir l'un des fondateurs et dirigeants du KVP.
- comte József Zichy (1841–1924), membre de la Chambre haute, grand-croix de la Couronne de Fer (vaskorona-rend).
- comte Aladár Zichy (1864–1937), fils du précédent. Il est également membre du KVP. Il est nommé en 1906 ministre de la maison royale, dans le cabinet Wekerle.
- comte János Zichy (1868–1944). Médecin de formation, il est membre du KVP de 1896 à 1906 à la Chambre basse et ministre. Il est attaché après 1906 au Parti constitutionnel d'Andrássy et devient un important confident de l'héritier au trône, l'archiduc François-Ferdinand.
- comte Géza Zichy (1849–1924), neveu du précédent. Pianiste, compositeur, poète et écrivain, il étudie avec Liszt. Il est intendant de l'Opéra national hongrois en 1911, membre de la Chambre haute puis est à la tête du Conservatoire de Budapest. Époux de Melania Karátsonyi.
- baron Rubido Zichy  (1874–1964), ministre royal hongrois de la Court of St. James's en 1926.
- Tamás Zichy (né en 1974) est, selon le magazine Forbes, le plus riche héritier d'Autriche.

## Galerie

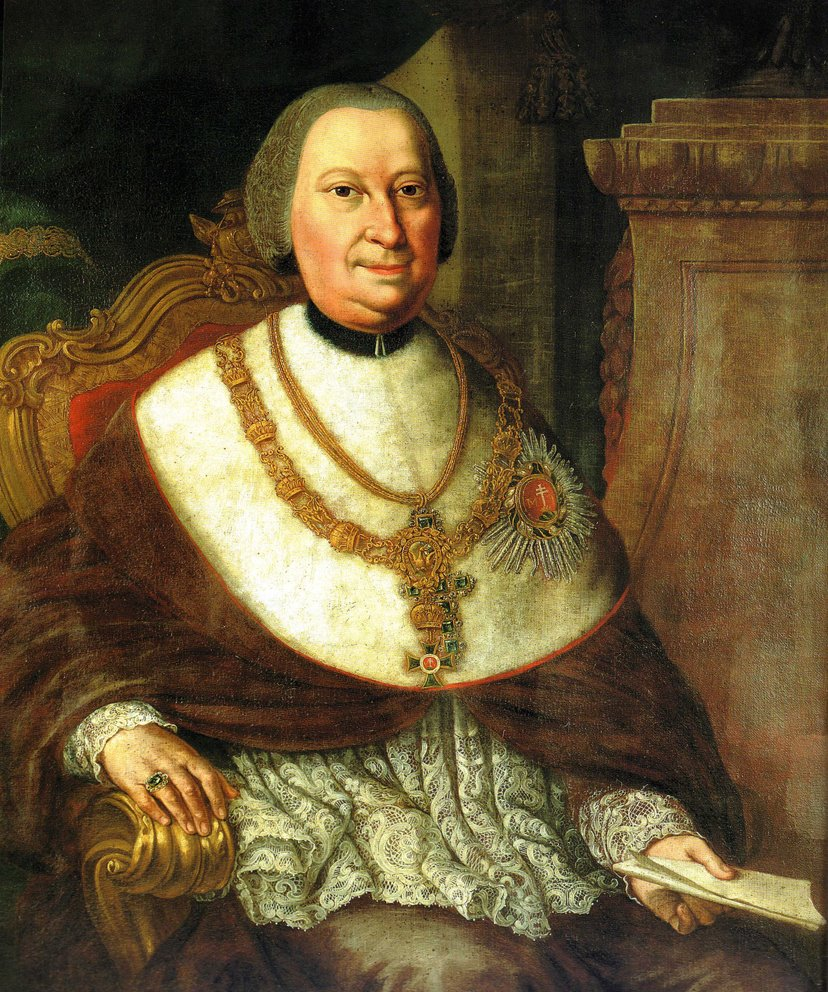
Mgr Zichy (1701–1783)
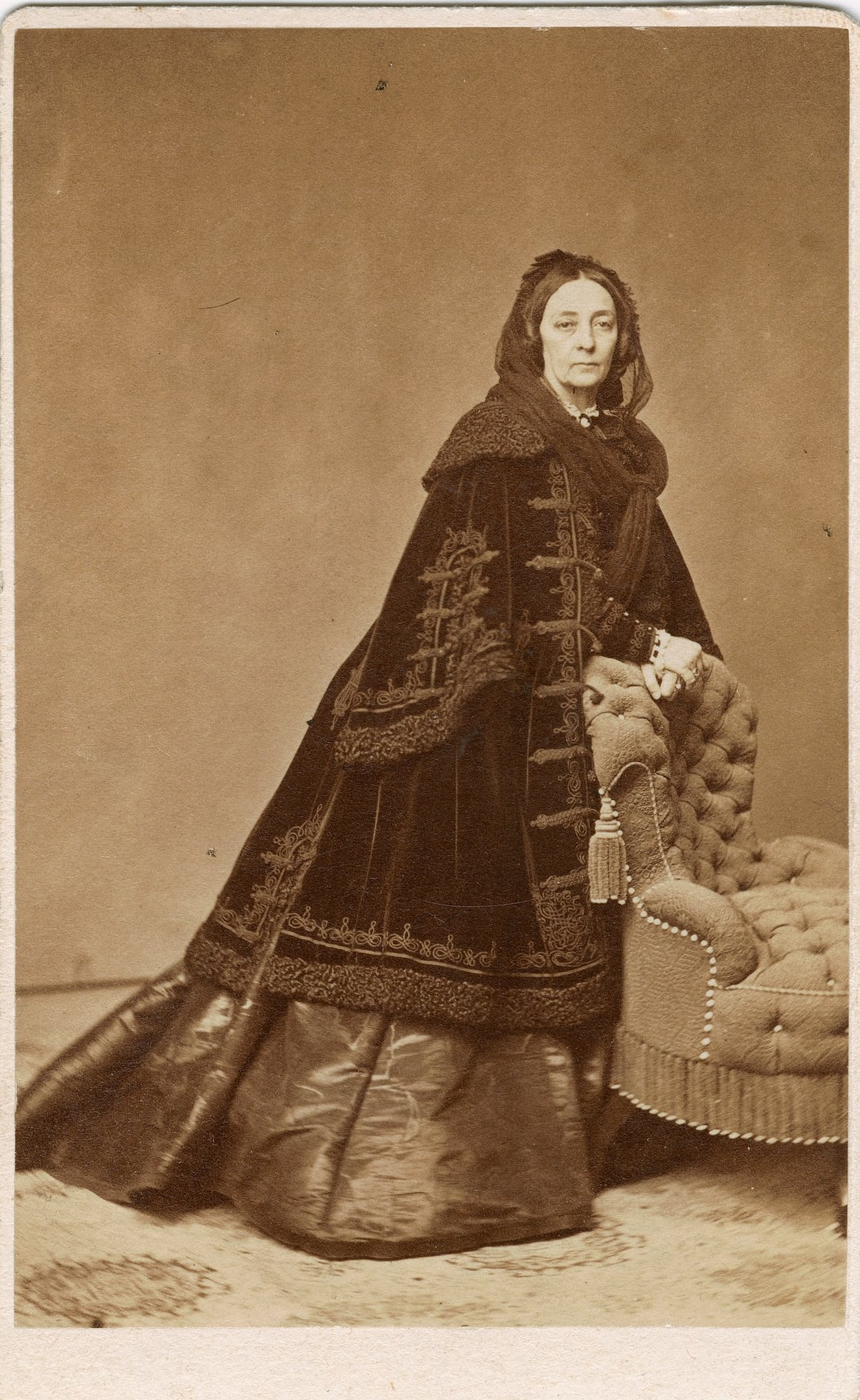
Antónia Zichy (années 1870)
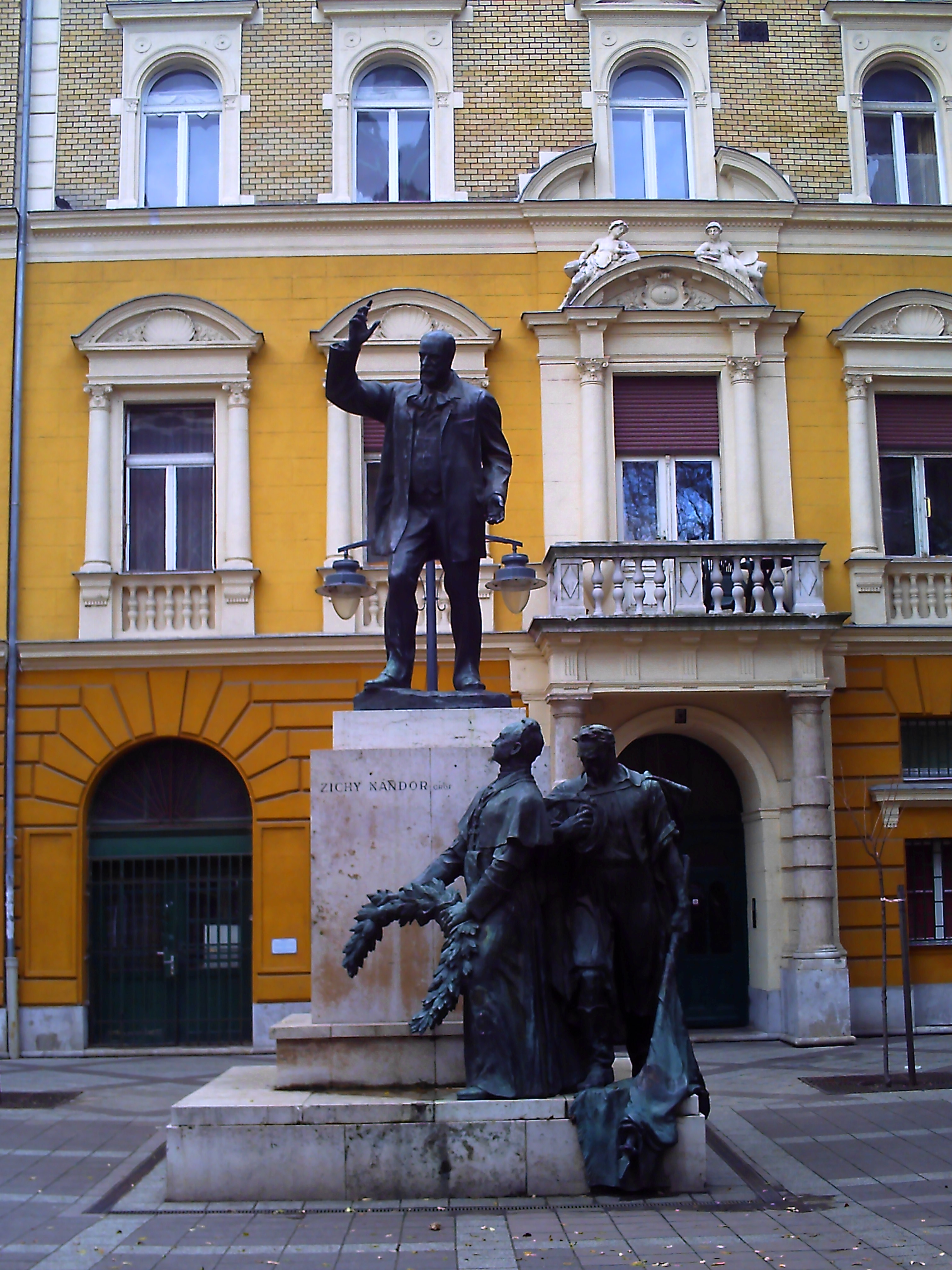
Bronze du comte Nándor Zichy (1829–1911), homme politique
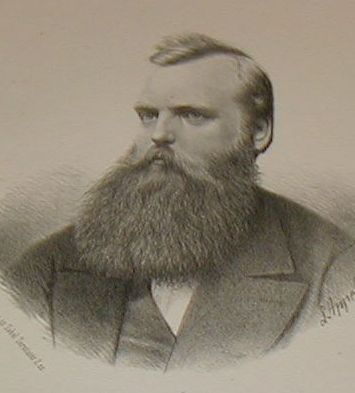
Ministre József Zichy (1841–1924)
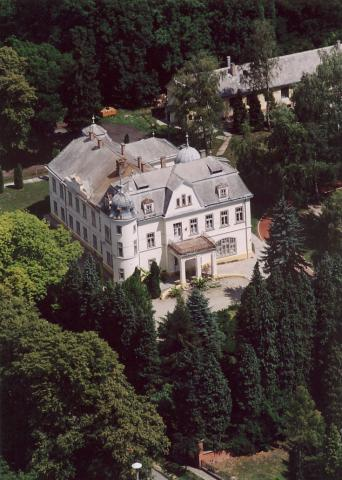
Château Zichy de Zákányfalu, Hongrie
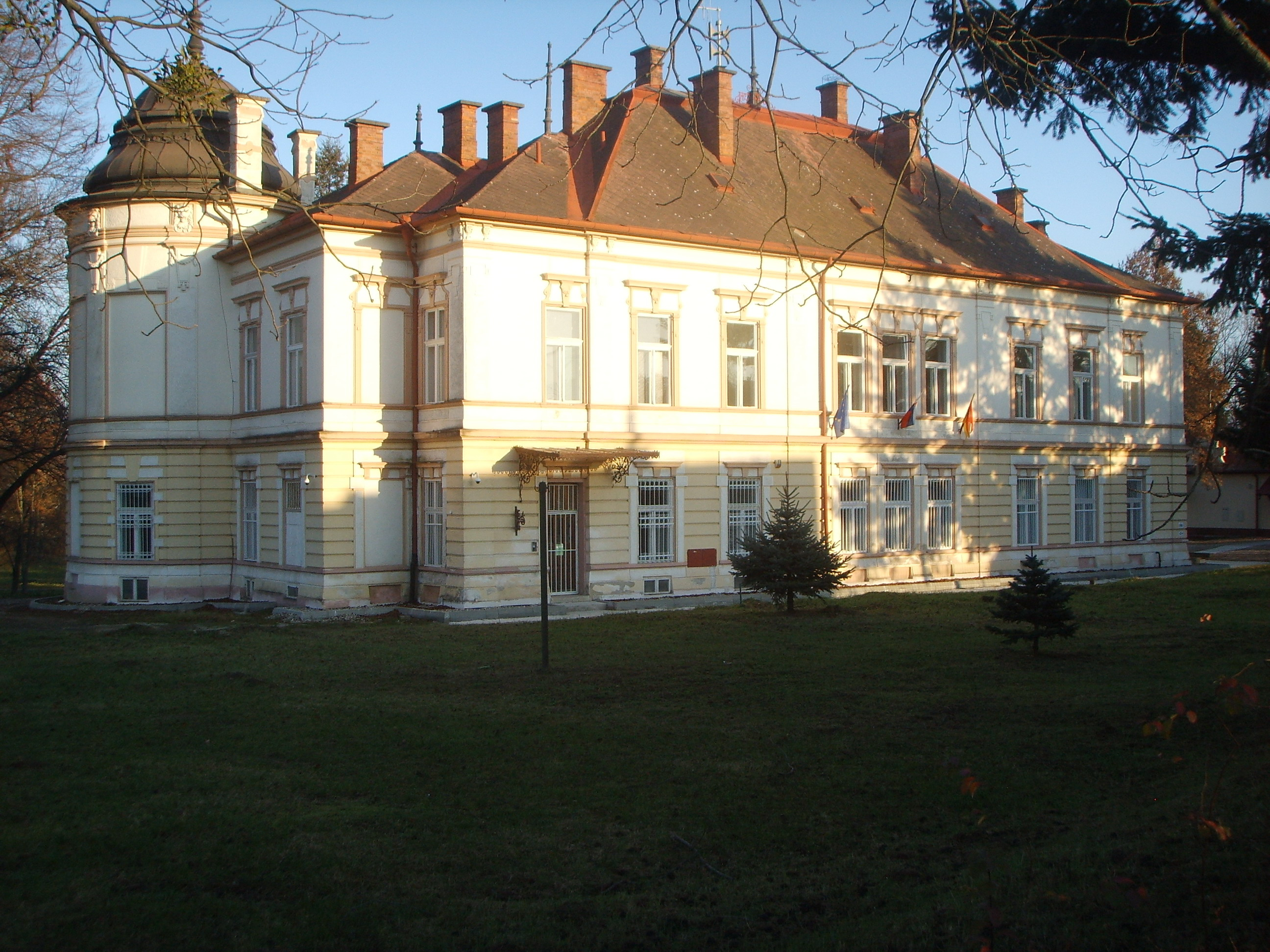
Château Zichy de Košice, Slovaquie
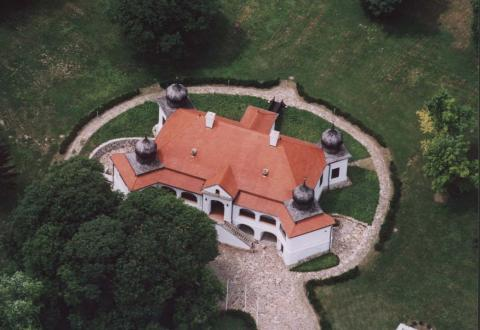
Manoir Zichy de Mohora, Hongrie
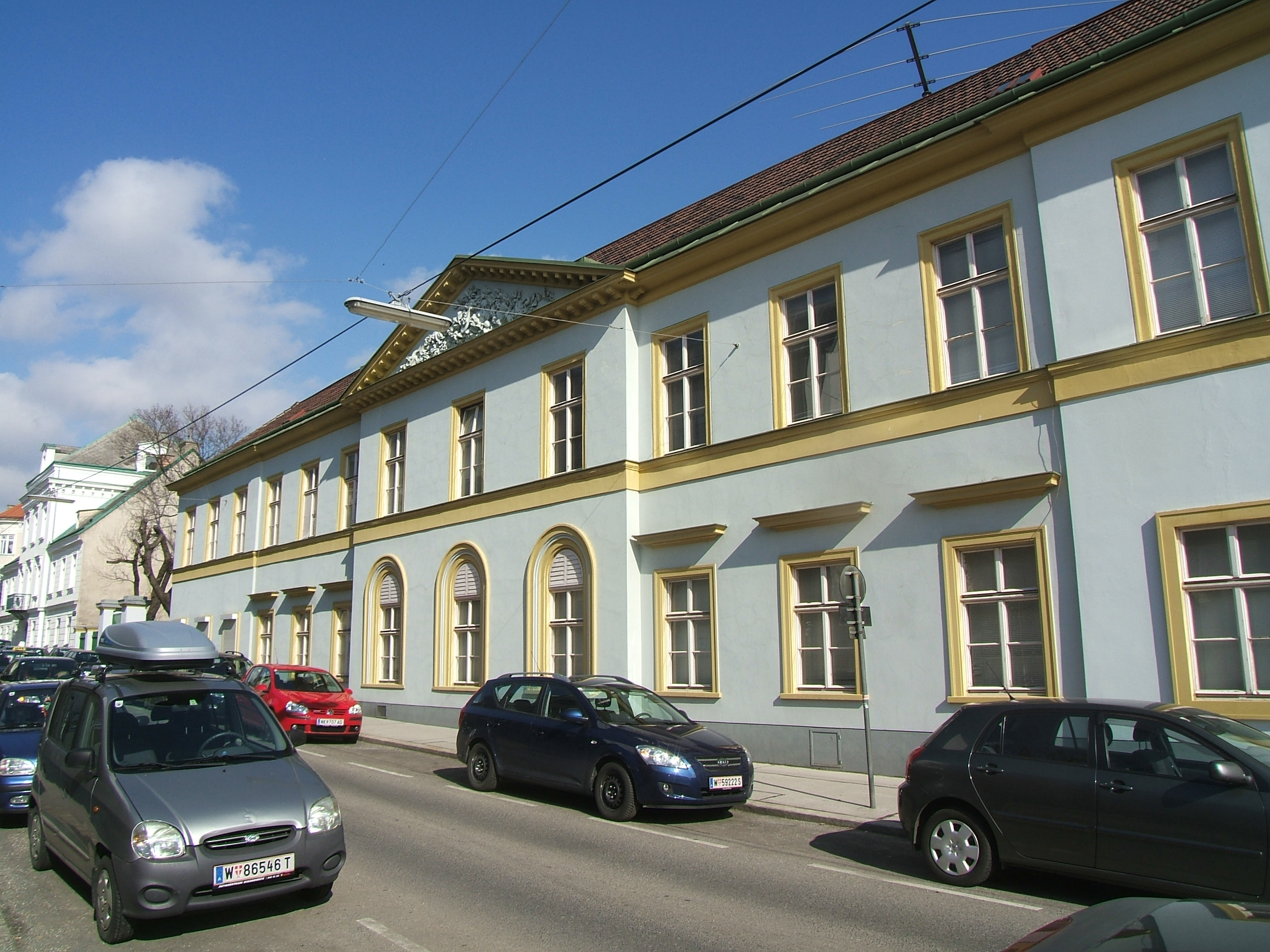
Palais Zichy de Vienne, actuelle ambassade de Corée du Nord
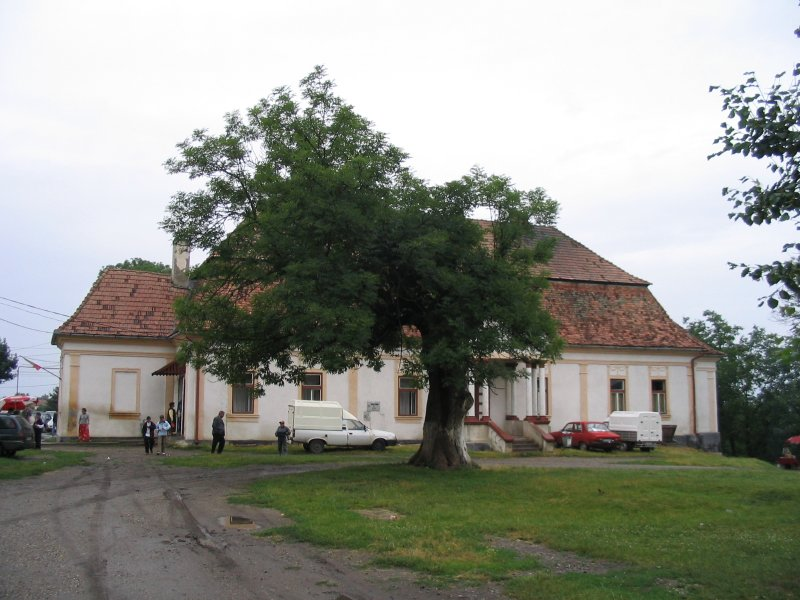
Manoir Zichy de Voivodeni, Roumanie
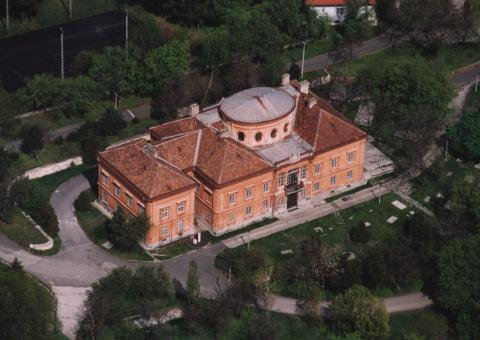
Château Zichy de Várpalota, Hongrie
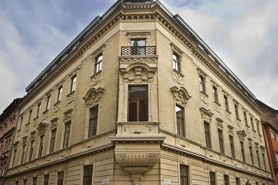
Palais Zichy de Budapest
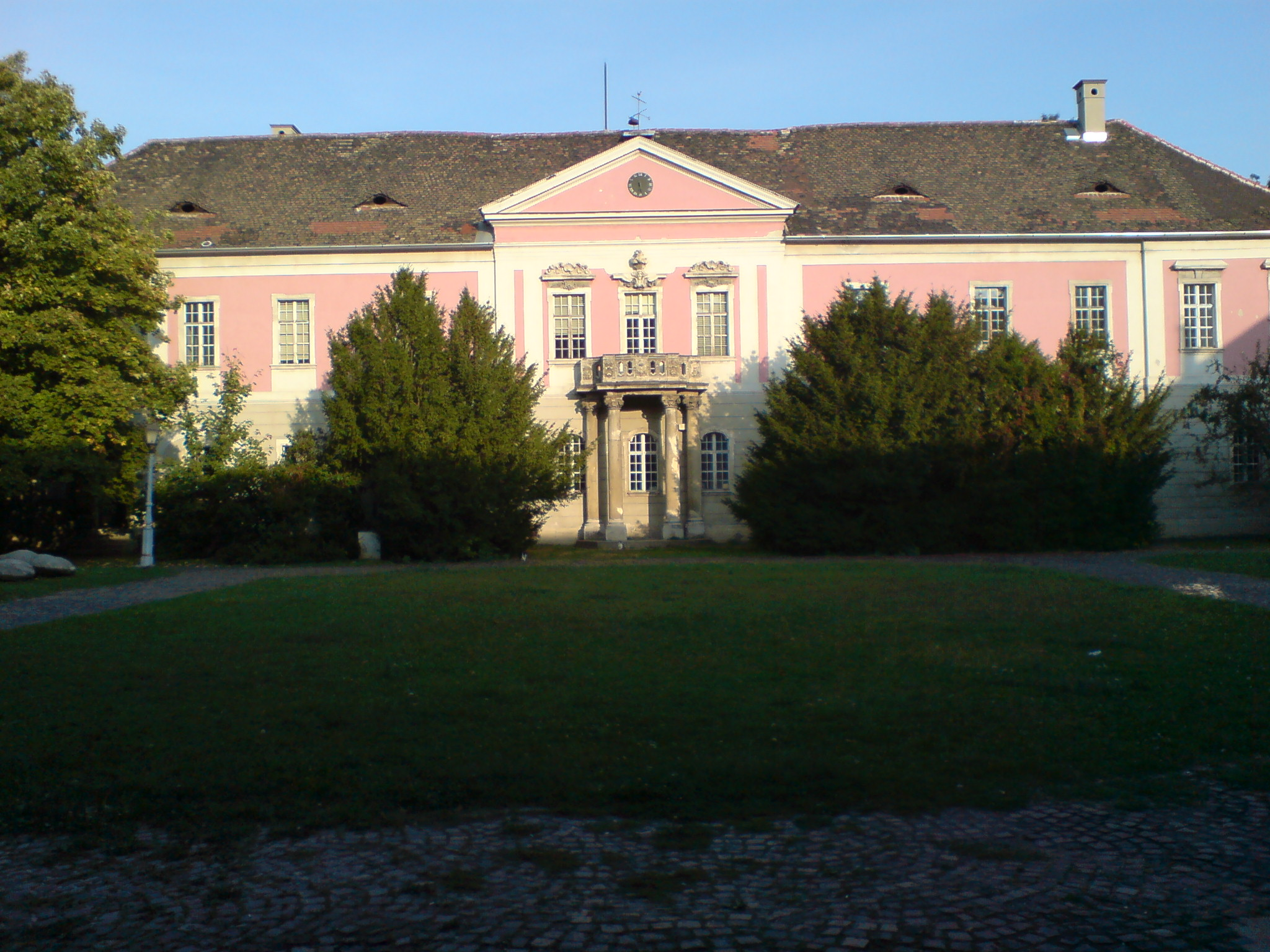
Palais Zichy de Óbuda
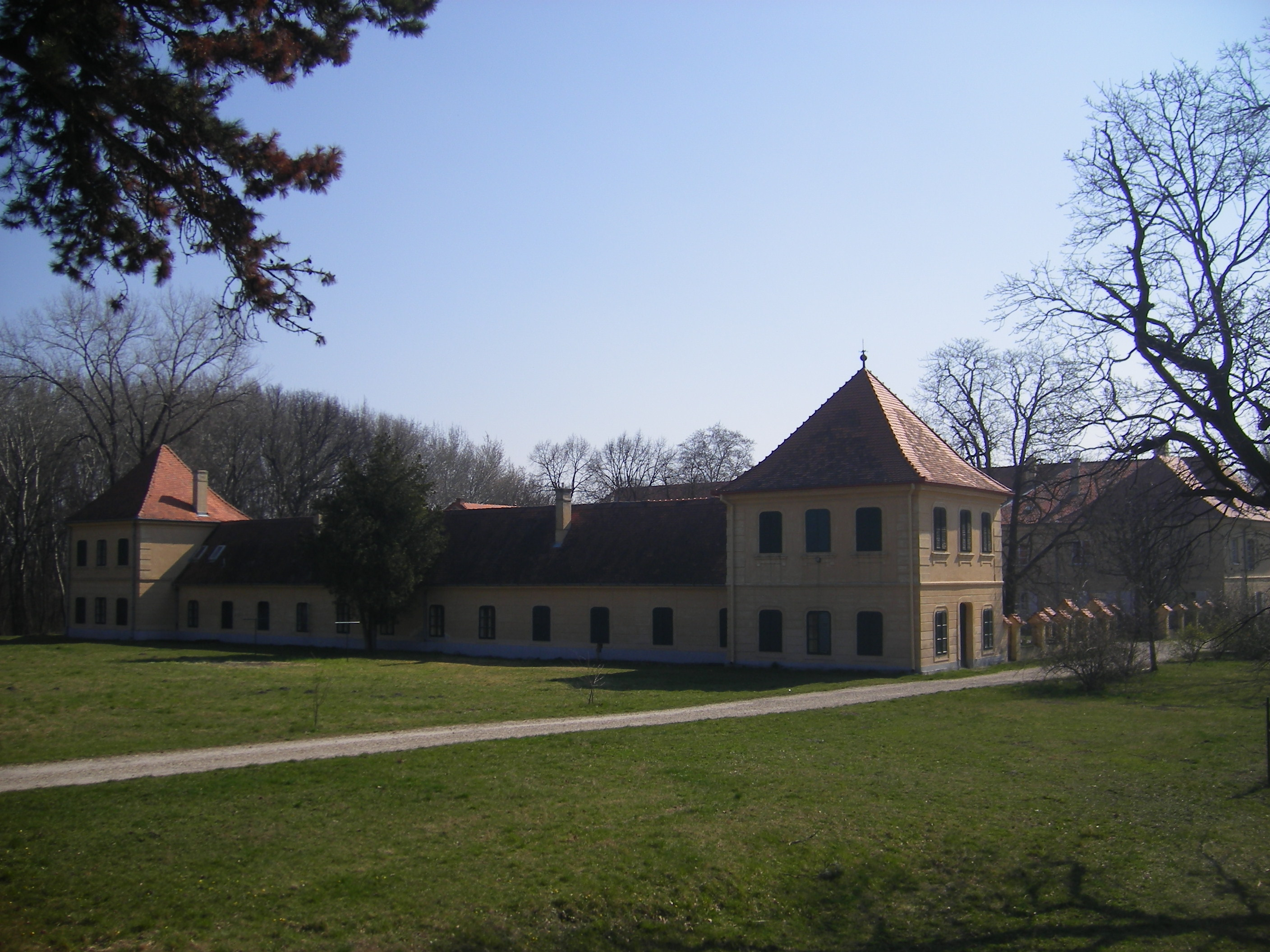
Château Zichy de Csicsó, Slovaquie
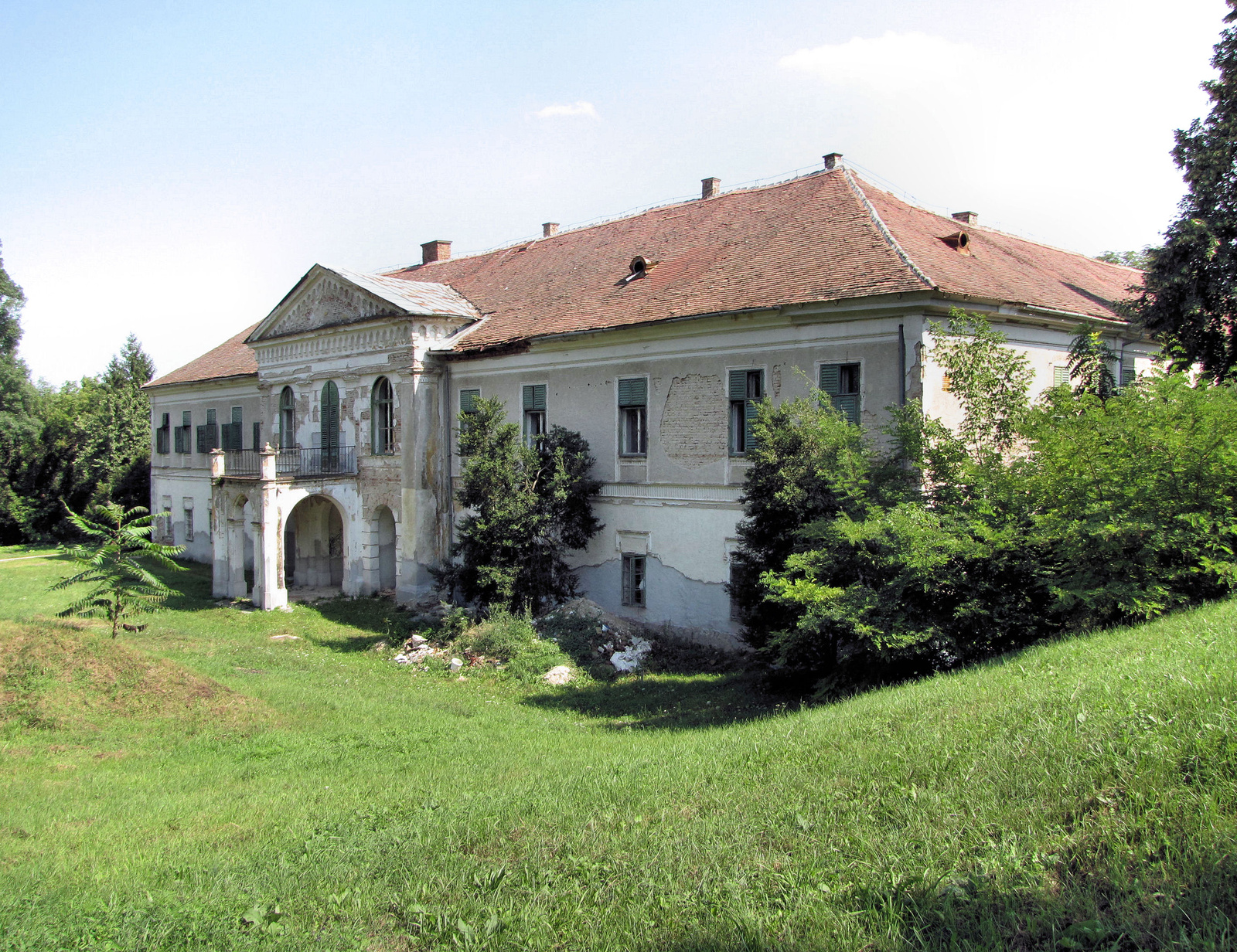
Château Zichy de Nágocs, Hongrie
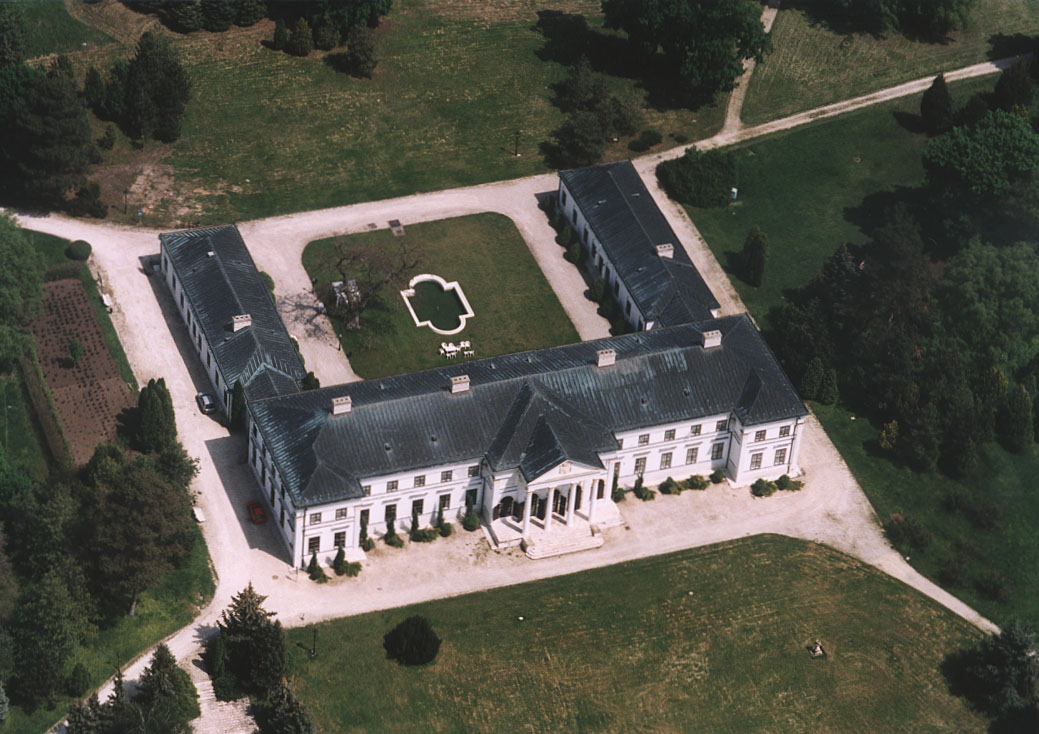
Palais Zichy de Seregélyes, Hongrie
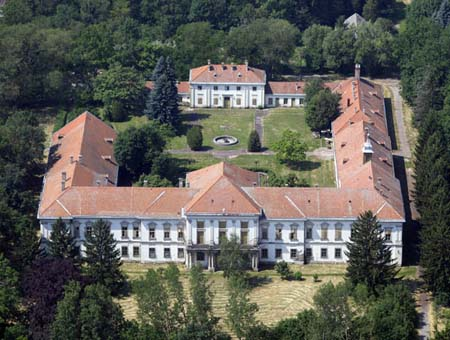
Palais Zichy de Soponya, Hongrie
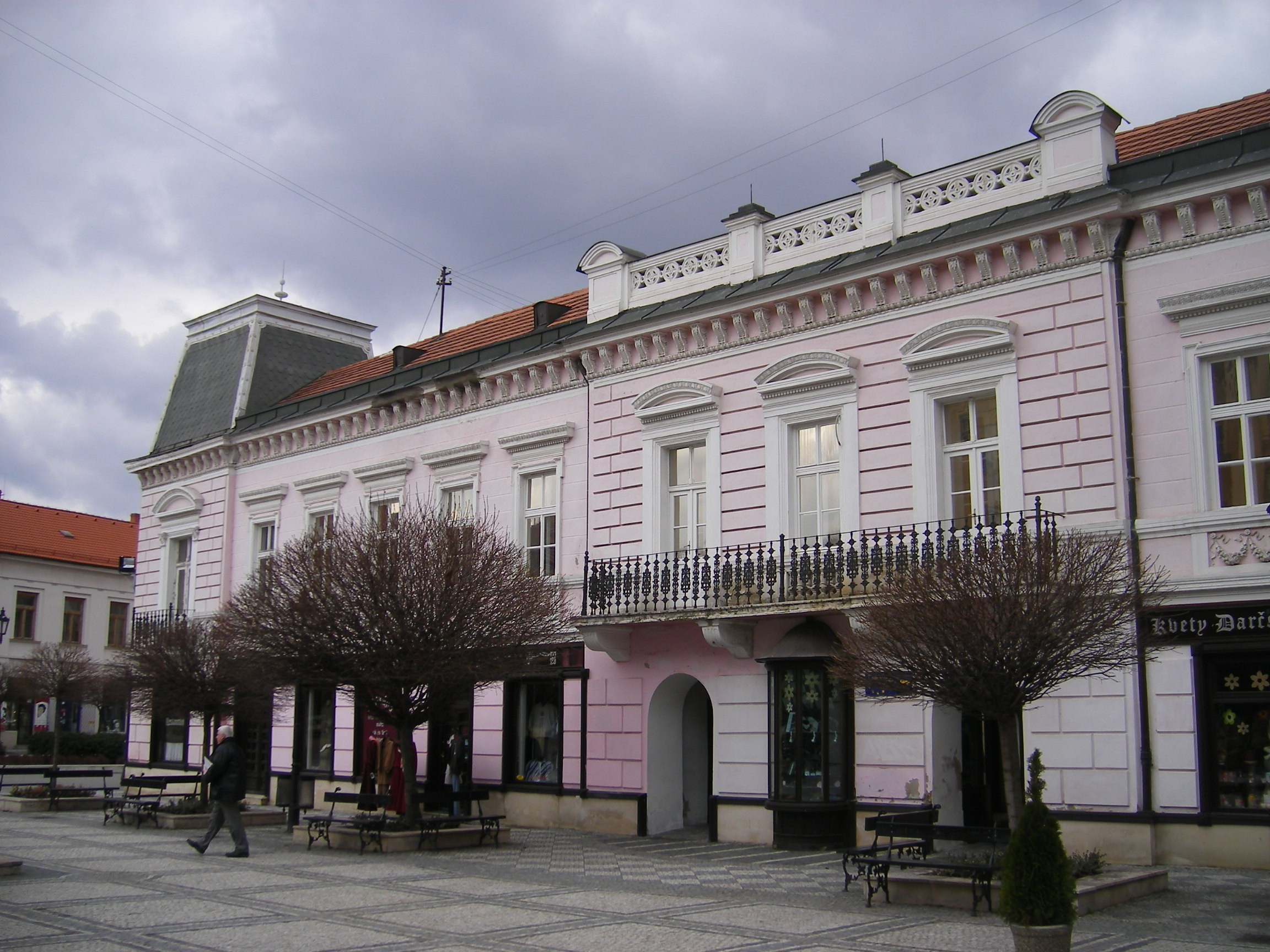
Palais Zichy de Komárno, Hongrie
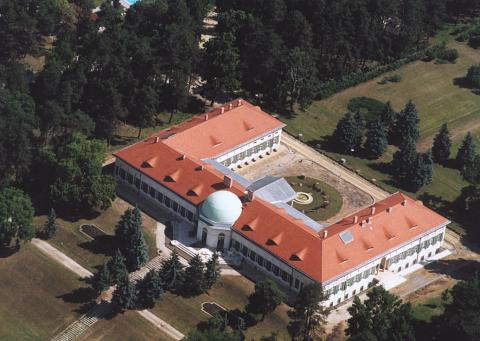
Palais Zichy de Vajta, Hongrie
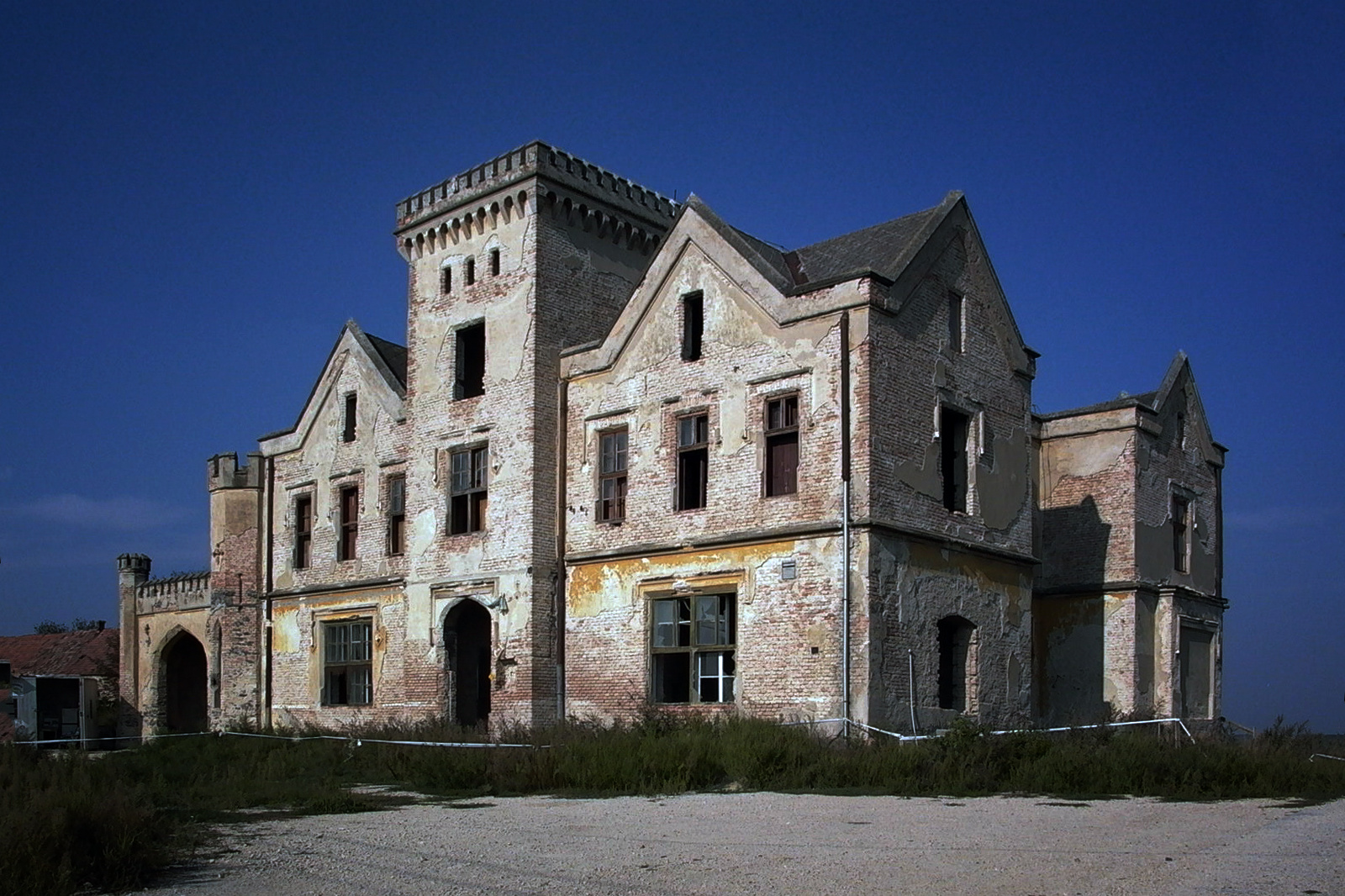
Château Zichy de Somlószőlős, Hongrie
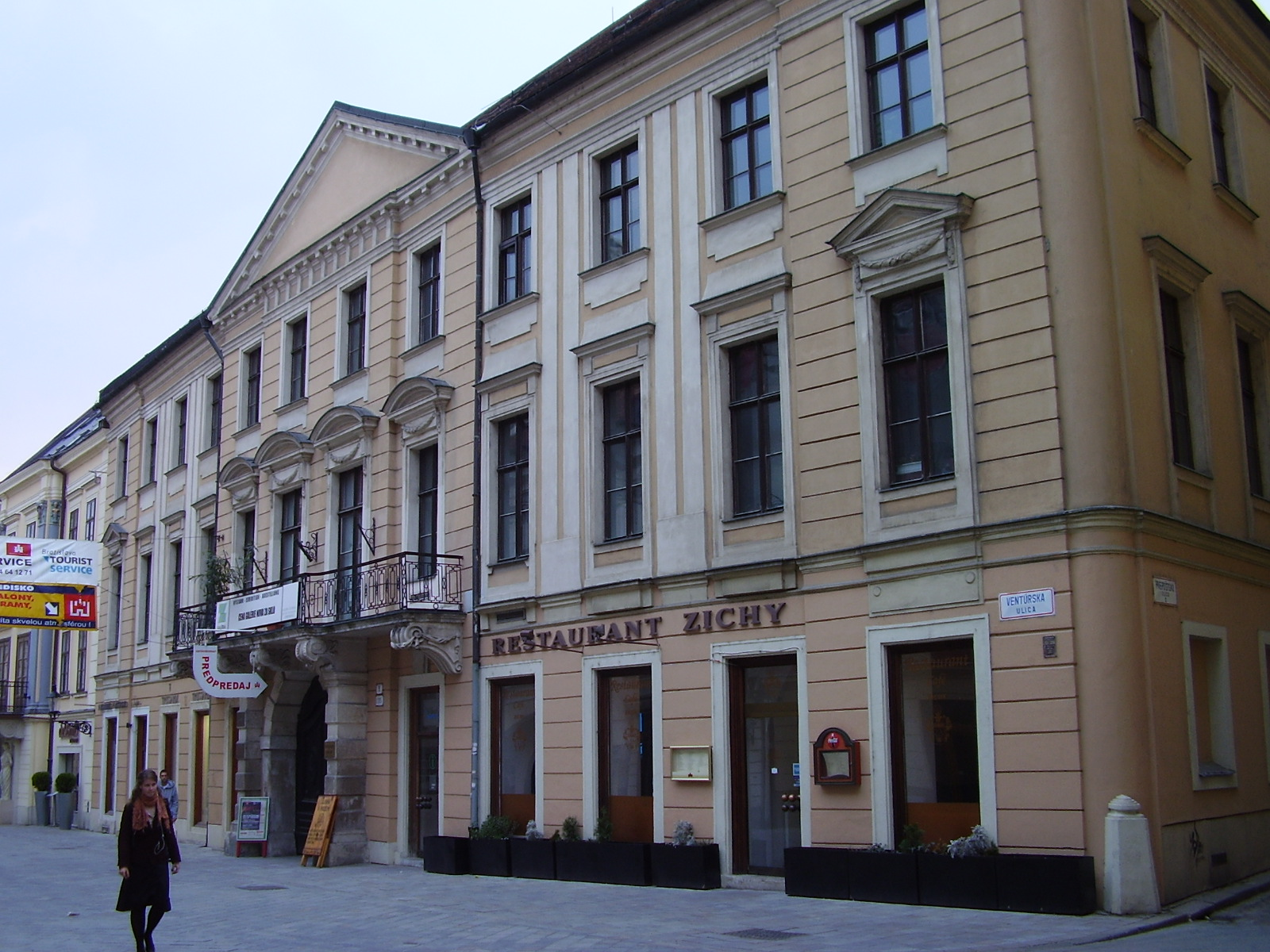
Palais Zichy de Bratislava
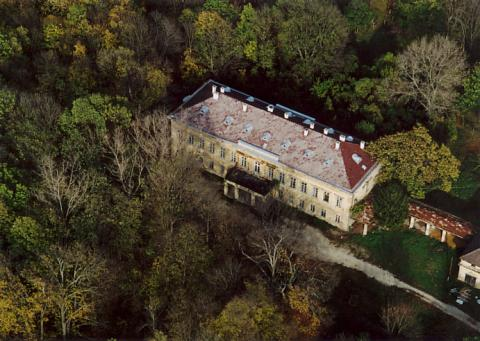
Palais Zichy de Káloz-Belmajor, Hongrie
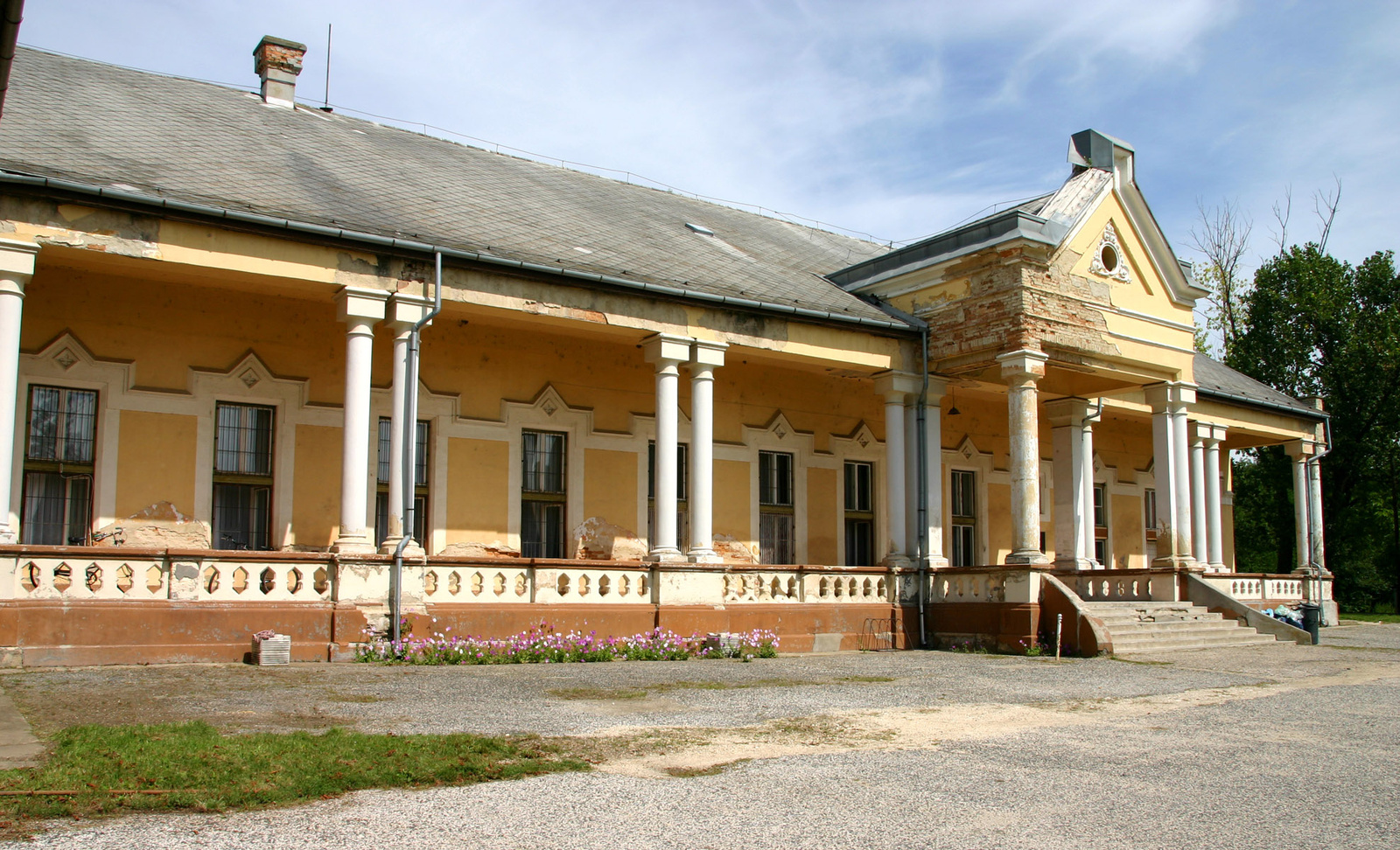
Manoir Zichy de Zichyújfalu, Hongrie
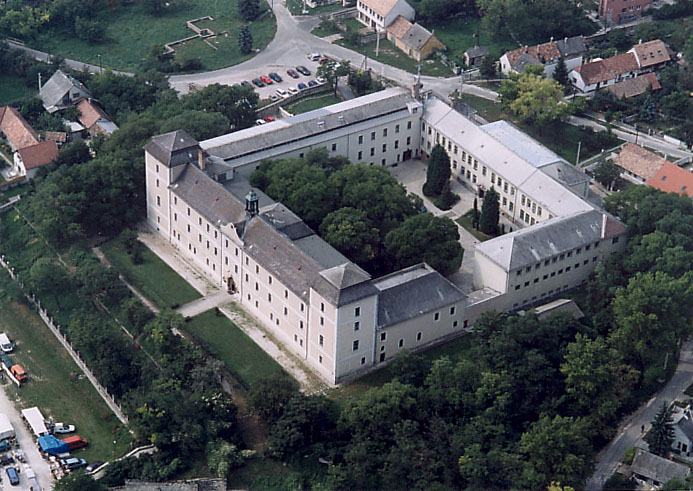
Château Zichy de Zsámbék, Hongrie